# Frequência super alta
Frequência super alta (em inglês:  Super high frequency - SHF) é a designação da União Internacional de Telecomunicações para radiofrequências (RF) na faixa entre 3 e 30 gigahertz (GHz). Esta banda de frequências também é conhecida como banda centimétrica ou onda centimétrica, visto que os comprimentos de onda variam de um a dez centímetros. Essas frequências estão dentro da banda de micro-ondas, portanto, as ondas de rádio com essas frequências são chamadas de micro-ondas. O pequeno comprimento de onda das micro-ondas permite que elas sejam direcionadas em feixes estreitos por antenas de abertura, como antenas parabólicas e antenas tipo corneta, por isso são usadas para comunicação e para radar. Esta faixa de frequência é usada para a maioria dos transmissores de radar, LANs sem fio, comunicação via satélite, links de retransmissão de rádio de micro-ondas, telefones via satélite (banda S) e vários links de dados terrestres de curto alcance. Eles também são usados para aquecimento em aquecimento industrial por micro-ondas, diatermia médica, hipertermia por micro-ondas para tratar câncer e para cozinhar alimentos em fornos de micro-ondas.